# Caruso, legenda unei vieți
Caruso, legenda unei vieți (titlul original: în italiană Enrico Caruso, leggenda di una voce) este un film biografic italian, realizat în 1951 de regizorul Giacomo Gentilomo. Filmul este bazat pe romanul Caruso in Neapel de Frank Thiess. Tenorul Mario Del Monaco a fost vocea cântătoare a lui Caruso din film.
Protagoniștii filmului sunt actorii Ermanno Randi, Gina Lollobrigida, Carletto Sposito și Maurizio Di Nardo. 

## Rezumat
Încă din copilărie Enrico Caruso a avut un vis pe care nu-l pierde deloc din vedere: își dorea să devină într-o zi un cântăreț celebru. Sprijin și-a găsit la mama sa, care era grav bolnavă. Sora medicului care o tratează este profesoară de canto, iar mama lui Enrico reușește să o convingă să-i predea fiului ei, ore gratuit. Spre dezamăgirea lui Caruso, însă, lecțiile, care includ mai mult decât cântatul, nu sunt ceea ce și-a imaginat el.
Enrico, care a crescut în mahalalele din Napoli, l-a întâlnit acolo pe cântărețul de stradă Luigi Gregorio Proboscide, căruia i s-a alăturat cu bucurie. Această socoteală fără îngăduința tatăl său, nu se potrivea deloc cu ideile acestuia care nici nu se gândește la cântările fiului său. Lucrurile se înrăutățesc când mama lui Caruso, care a avut mereu urechea atentă pentru el și a crezut în vocea lui, tocmai acum a murit. Așa că Enrico trebuie mai întâi să-și ia rămas bun de la visul său.
Au trecut opt ani până să-l întâlnească din nou pe Proboscide. Acesta entuziasmat de vocea tânărului îl recomandă pe Enrico profesorului de canto Vergine, care împărtășește părerea lui Proboscide. Aici, Enrico o întâlnește pe nepoata sa, tânăra Stella. Cei doi se îndrăgostesc. Deși Proboscide este foarte mulțumit de alegerea nepoatei sale, tatăl Stelei vrea ca fiica lui să se căsătorească cu un aristocrat sicilian bogat. Spre dezamăgirea profundă a lui Enrico, Stella se înclină în fața voinței tatălui ei.
Caruso se concentrează acum mai mult pe cariera sa de cântăreț și este chiar lăudat la o audiție de Ruggero Leoncavallo, a cărui arie din Paiațe o interpretează. Tânărul cântăreț se alătură unei companii călătoare, unde este angajat ca tenor secund. Când ansamblul face o apariție în Trapani, unde locuiește acum Stella, Caruso dorește să cânte în locul primului tenor Giorgi, dar regizorul Callaro îl refuză. Din sfidare, Caruso a refuzat în general să mai participe în continuare și s-a refugiat într-o cârciumă. Însă seara la premieră, Giorgi, primul tenor, a trebuit să renunțe la spectacol din cauza unei răgușeli, astfel că Enrico a trebuit să-l înlocuiască. Dar cum s-a răsfățat cu prea mult vin, nu mai este chiar treaz. Interpretarea sa este un dezastru. Publicul fiind revoltat, se programează o pauză. După pauză intră în scenă un Enrico Caruso complet transformat, care reușește să captiveze publicul. A fost făcut un prim pas către o mare carieră. Dar era prea târziu pentru o legătură cu Stella, care a împărtășit entuziasmul în sală, împreună cu publicului.

## Distribuție
- Ermanno Randi – Enrico Caruso (Rico)
- Gina Lollobrigida – Stella
- Carletto Sposito – Giovanni Palma
- Gino Saltamerenda – Callaro
- Maurizio Di Nardo – Enrico Caruso copil
- Ciro Scafa – Luigi Gregorio Proboscide
- Lamberto Picasso – maestrul Vergine
- Nerio Bernardi – Francesco Zucchi
- Franca Tamantini – soprana Carragi
- Gaetano Verna – tatăl lui Caruso
- Mária von Tasnády – mama lui Caruso
- Gian Paolo Rosmino – Goffredo
- Elena Sangro – doamna Tivaldi
  - dublajul vocilor
- Gualtiero De Angelis – Enrico Caruso (dialoguri)
- Mario Del Monaco – Enrico Caruso (canto)
- Dhia Cristiani – Stella
- Mario Besesti – Callaro
- Gina Lollobrigida – Enrico Caruso copil (canto)
- Amilcare Pettinelli – Francesco Zucchi
- Giovanna Scotto – mama lui Caruso
- Tina Lattanzi – doamna Tivaldi
- Lydia Simoneschi – vocea îngerului din pictură
- Sandro Ruffini – voce narator

## Trivia
- O versiune fictivă a vieții lui Caruso a fost, de asemenea, filmată în 1951, cu Mario Lanza în rolul principal sub titlul Marele Caruso, destul de banal. Filmul a fost interzis în Italia din cauza conținutului său relativ fictiv. De asemenea, Lanza, cu vocea sa amplificată electronic, nu ar putea fi niciodată considerat serios ca un actor interpret a lui Caruso.

- În acest film vocea Ginei Lollobrigida e dublată de vocea lui Dhia Cristiani, dar Lollo ea însăși dublează vocea micuțului Maurizio Di Nardo, care îl interpretează pe Enrico Caruso de copil, când acesta cântă.

## Literatură
- Frank Thiess, Caruso in Neapel (Die Legende einer Stimme), Bertelsmann-Lesering 1955, 318 pag.;